# Jacobus (Pensilvania)
Jacobus es un borough ubicado en el condado de York en el estado estadounidense de Pensilvania. En el año 2000 tenía una población de 1.203 habitantes y una densidad poblacional de 508.1 personas por km².

## Geografía
Jacobus se encuentra ubicado en las coordenadas 39°52′57″N 76°42′43″O / 39.88250, -76.71194.

## Demografía
Según la Oficina del Censo en 2000 los ingresos medios por hogar en la localidad eran de $44,185 y los ingresos medios por familia eran $52,500. Los hombres tenían unos ingresos medios de $35,903 frente a los $25,139 para las mujeres. La renta per cápita para la localidad era de $23,224. Alrededor del 1.3% de la población estaba por debajo del umbral de pobreza.